# Каулен, Дмитрий Романович
Дмитрий Романович Каулен (1926—1982) — советский учёный и педагог, иммунолог, доктор медицинских наук, профессор, член-корреспондент АМН СССР (1980). Директор НИИЭМ имени Н. Ф. Гамалеи АМН СССР (1979—1982).

## Биография
Родился 20 августа 1926 года в Москве. 
С 1948 по 1953 год обучался в Втором Московском государственном медицинском институте.
С 1953 по 1982 год на научно-исследовательской работе в Научно-исследовательский институт эпидемиологии и микробиологии АМН СССР имени Н. Ф. Гамалеи в должностях научного и старшего научного сотрудника, с 1967 по 
1979 год — заместитель директора этого НИИ по науке и одновременно с 1969 по 1979 год — заведующий лаборатории клеточного иммунитета. С 1979 по 1982 год — директор НИИЭМ имени Н. Ф. Гамалеи АМН СССР.

### Научно-педагогическая деятельность
Основная научно-педагогическая деятельность Д. Р. Каулена была связана с вопросами в области радиационной иммунологии и связанного с этим адоптивного иммунитета и его регуляции. Под руководством Д. Р. Каулена впервые в Советском Союзе был обнаружен фактор, продуцируемый тимусзависимыми лимфоцитами и обладающий свойством ингибировать стволовые клетки. С 1953 по 1961 год он обосновал  принципы серопрофилактики и серотерапии ботулизма, дифтерии и столбняка и с 1961 по 1967 год он сформулировал закономерности нарушений иммунитета в условиях радиационного поражения. Д. Р. Каулен являлся —  председателем Секции иммунологов Московского отделения Всесоюзного научного общества эпидемиологов и микробиологов.
В 1956 году защитил кандидатскую диссертацию по теме: «Влияние рентгеновского облучения на антитоксический противодифтерийный иммунитет», в 1967 году защитил докторскую диссертацию по теме: «О пассивном и адоптивном иммунитете облученных животных», в 1974 году получил учёное звание профессор. В 1980 году он был избран член-корреспондентом АМН СССР. Под руководством Д. Р. Каулена было написано около ста тридцати научных работ, в том числе двух монографий. Д. Р. Каулен являлся редактором редакционного отдела «Иммунология» Большой медицинской энциклопедии.
Скончался 19 июля 1982 года в Москве.